# Kibanga (vattendrag i Burundi, Rutana)
Kibanga är ett vattendrag i Burundi.   Det ligger i provinsen Rutana, i den södra delen av landet, 90 kilometer sydost om huvudstaden Bujumbura.
Omgivningarna runt Kibanga är huvudsakligen savann. Runt Kibanga är det ganska tätbefolkat, med 239 invånare per kvadratkilometer.